# 林賽群島
林賽群島（英語：Lindsey Islands）是南極洲的群島，位於瑪麗伯德地，處於卡尼斯蒂奧半島的阿蒙森海，根據1946年12月由美國海軍拍攝的空中照片繪入地圖，現時由南極條約體系管理。